# Vaagênio
Vaagênio (em latim: Vahagenius) ou Vaagne (em armênio: Վահագն; romaniz.: Vahagn), apelidado Vixapacal (em armênio: Վիշապաքաղ, Višapakał, lit. "Ceifador de Dragões"; em grego: Δρακοντοπνικτος; romaniz.: Drakontopniktos), é um deus guerreiro na mitologia armênia. Os estudiosos o consideram o deus do trovão ou do sol e do fogo do panteão armênio pré-cristão, bem como o deus da guerra, bravura e vitória. Ele formou uma tríade com Aramasde e Anaíte. Seu nome está ligado a Varragne (*Varhraγn), o nome parta do deus iraniano Veretragna, embora existam diferenças importantes entre as duas divindades.
Vaagênio era adorado num complexo templário tripartido junto com sua noiva Astlique e a deusa Anaíte no distrito de Taraunitis, nas encostas de uma montanha chamada Carque perto do assentamento de Astisata. Depois que a Armênia ficou sob influência helenística na Antiguidade, Vaagênio foi identificado com a divindade helênica Héracles, mas também raramente com Apolo.

## Nome
O teônimo Vaagênio (Vahagn) é cognato de Veretragna (em avéstico: 𐬬𐬆𐬭𐬆𐬚𐬭𐬀𐬖𐬥𐬀; romaniz.: vərəθraγna), o deus iraniano da vitória mencionado no Avestá, bem como do védico Vertraã (Vŗtrahan), o epíteto usual do deus do trovão Indra. Foi emprestado ao armênio do parta Varragne (*Varhraγn) e desenvolvido a partir da forma anterior Varagne (*Varhagn).  As formas Verã (Վռամ Vṙām) e Varã (Վահրամ, Vahram) tornar-se-iam nomes próprios comuns entre os armênios, provavelmente por influência das formas persas médias Vararã (𐭥𐭫𐭧𐭫𐭠𐭭, Waraḥrān) e Varã (𐭥𐭠𐭧𐭫𐭠𐭬, Waḥrām) utilizadas no Império Sassânida. No entanto, elas nunca foram utilizados diretamente em relação a Vaagênio, que por sua vez gerou outros nomes como Artanes (em grego: Αρτάνης, Artánēs) e Vaanes (em latim: Vaanes; em grego: Βαάνης, Baánēs; em armênio: Վահան, Vahan).
Eventualmente surgiu no armênio o adjetivo vṙamakan, "de Veretragna", que era aplicado aos fogos sagrados zoroastristas, e Herate (Hrat), "ardente", um epíteto dos fogos sagrados. Em decorrência dessa distinção preservada após a introdução das variantes persas médias, as aplicações conhecidas do adjetivo vṙamakan referem-se sempre aos fogos sagrados fundados pelos sassânidas e/ou seus confederados armênios na Armênia, e não ao deus do panteão local. No antigo calendário armênio, o vigésimo sétimo dia do mês era chamado Vaagne (Vahagn). Além disso, o planeta Marte era chamado de Atraer ("cabelo de fogo") pelos antigos armênios em referência a Vaagênio.

## Mito
O historiador Moisés de Corene se refere a Vaagênio como um dos filhos do mítico Tigranes e irmão de Babe e Tiranes. Alega-se que sua descendência chamava Vanúnio e seu filho mais novo, Orontes (Arravã), foi o progenitor dos Aravênios. De Orontes, seguiram: Narses, filho de Orontes; Zariadres (Zaré), filho de Narses e progenitor dos Zareavânios; Artoantes (Artague/Armogue), filho de Zariadres; Bagã, filho de Artoantes; Vaanes, filho de Bagã; e Vaé,[a] filho de Vaanes, que rebelou-se contra Alexandre, o Grande e foi morto.
Moisés de Corene também registra a seguinte canção sobre ele:
Armênio clássico original // Tradução ao inglês de Vyacheslav Ivanov

Երկնէր երկին, երկնէր երկիր, (Erknēr erkin, erknēr erkir,) // O céu estava em trabalho de parto, a terra estava em trabalho de parto,

երկնէր եւ ծովն ծիրանի. (erknēr ew covn cirani.) // o mar roxo também estava em trabalho de parto;

երկն ի ծովուն ունէր եւ (erkn i covun unēr ew) // nas dores do parto no mar também segurava

զկարմրիկն եղեգնիկ. (zkarmrikn ełegnik.) // o pequeno junco vermelho.

ընդ եղեգան փող ծուխ ելանէր, (ənd ełegan p῾oł cux elanēr,) // Ao longo do cachimbo de junco a fumaça ascendeu,

ընդ եղեգան փող բոց ելանէր. (ənd ełegan p῾oł boc῾ elanēr.) // Ao longo do cachimbo de junco a chama ascendeu.

եւ ի բոցոյն վազէր (ew i boc῾oyn vazēr) // E da chama

խարտեաշ պատանեկիկ. (xarteaš patanekik.) // um jovem ruivo saltou.

նա հուր հեր ունէր, (na hur her unēr,) // Ele tinha fogo (celestial) como cabelo,

… բոց ունէր մօրուս, (… boc῾ unēr môrus,) // e tinha chama como barba,

եւ աչկունքն էին արեգակունք: (ew ač῾kunk῾n ēin aregakunk῾:) // e seus olhos eram sóis.

Moisés não dá o resto da canção, mas afirma que nela conta como Vaagênio lutou e conquistou vixapes, que são os dragões/serpentes da mitologia armênia. Este atributo de Vaagênio é a razão de seu título Vixapacal, que significa "ceifador de vixapes" ou "ceifador de dragões". Por conseguinte, Vaagênio (chamado Héracles por Moisés) teria supostamente ido até o Reino da Ibéria, onde foi divinizado e recebeu uma estátua que foi honrada com sacrifícios. O autor armênio do século VII Ananias de Siracena relata um mito em que Vaagênio rouba um pouco de palha de Barxã (ou seja, Barxamim) e a deixa cair em seu caminho de volta, criando a Via Láctea. Esta é supostamente a origem de um dos nomes da Via Láctea em armênio, Hardagoli Chanapar (Hardagołi Chanaparh), literalmente "o caminho do ladrão de palha".

## História

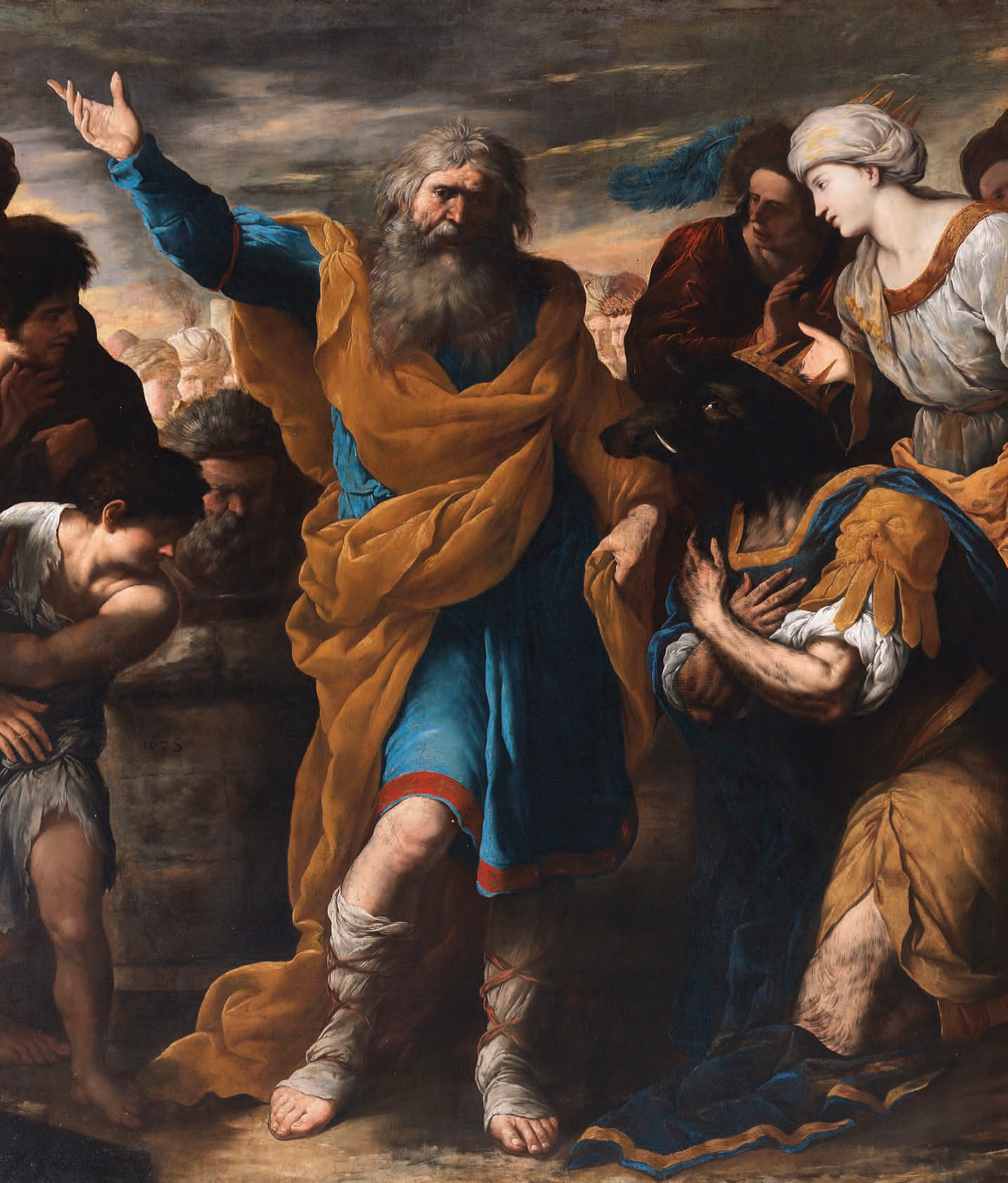
Tiridates pede a São Gregório que lhe devolva sua aparência humana (detalhe) por Francesco Fracanzano, 1635

Aramasde, Mir, Anaíte, Vaagênio e Tir eram as divindades dominantes do panteão armênio. Mais tarde, foram feitas tentativas de reformar o panteão, incluindo possivelmente reduzi-lo para compreender três divindades principais: Aramasde, Anaíte e Vaagênio. Como explícito em seu nome, Vaagênio esteja relacionado com ao iazata avéstico Veretragna, o deus da vitória, bravura e guerra. Seu aspecto como um deus da vitória é particularmente exaltado nas fontes armênias, nas quais é mencionado como o valente (k'aǰēn) que concede a bravura (k'aǰut'iwn). No entanto, existem importantes elementos que distinguem-nos. Nos mitos armênios, era tido como marido de Astlique e presume-se que incorporou elementos do deus dos trovões hurro-urartiana Texube, cultuado no planalto Armênio e Síria. Por conseguinte, adquiriu aspectos solares, como Tir, e ocupou posição equivalente a de Mitra no panteão iraniano.
No Monte Ninrode, o rei orôntida Antíoco I (r. 70–31 a.C.) erigiu estátuas monumentais dos deuses cultuados no Reino de Comagena, dentre elas de Héracles-Artagnes, a forma helenizada do nome Veretragna/Vaagênio. Petrosyan argumentou que, uma vez que a grafia de inspiração parta prevaleceu como o nome pelo qual o deus ficou conhecido nas fontes armênias tardias, é possível que o panteão armênio tenha sido organizado entre os séculos II-I a.C., pelos artaxíadas, com base no culto arsácida da época. No Período Arsácida (12–428), Vaagênio era representados nos selos reais. Na história atribuída a Agatângelo, o rei Tiridates III (r. 298–330) evoca a tríade de Aramasde, Anaíte e Vaagênio numa saudação ao seu povo: "Que a saúde e a prosperidade venham a vós com a ajuda dos deuses, a rica plenitude do viril Aramasde, a providência de Anaíte, a Senhora, e a bravura venha a vós do bravo Vaagênio." Um dos principais avatares do deus era o javali (varaz), que é mencionado no relato de Agatângelo, quando Tiridates foi alegoricamente transformado num javali engasgando no junco após martirizar as santas Ripsima e Gaiana. Essa alegoria jocosa, e outras menções depreciativas na mesma obra, buscava enfatizar, no contexto da conversão da Armênia ao cristianismo, a impotência do deus perante o Deus cristão.

### Templos

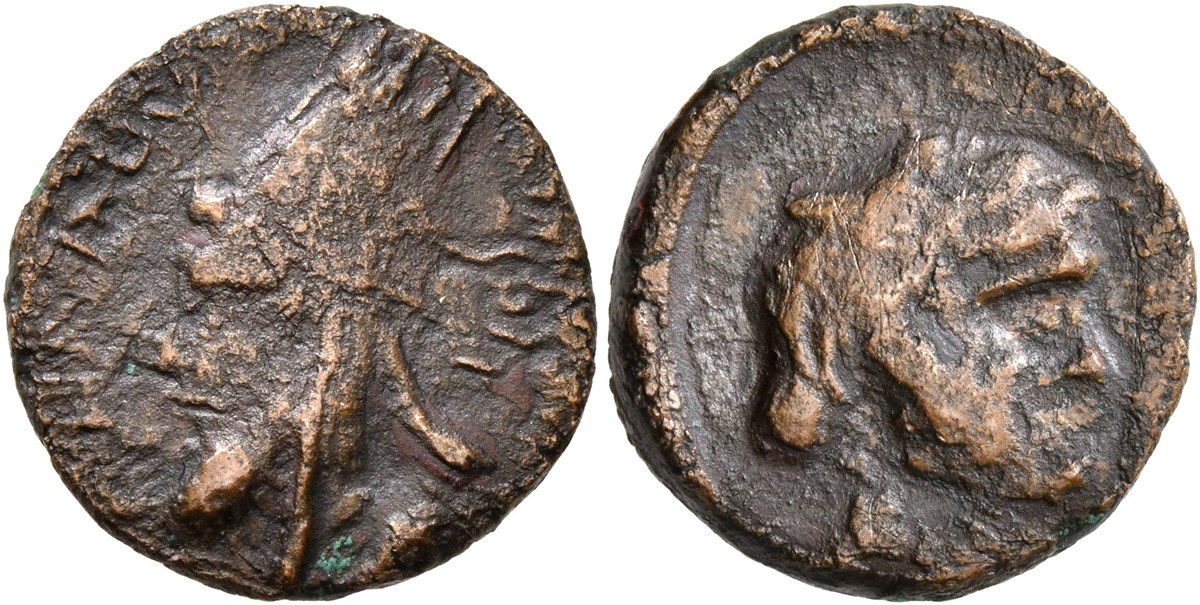
Tetradracma de

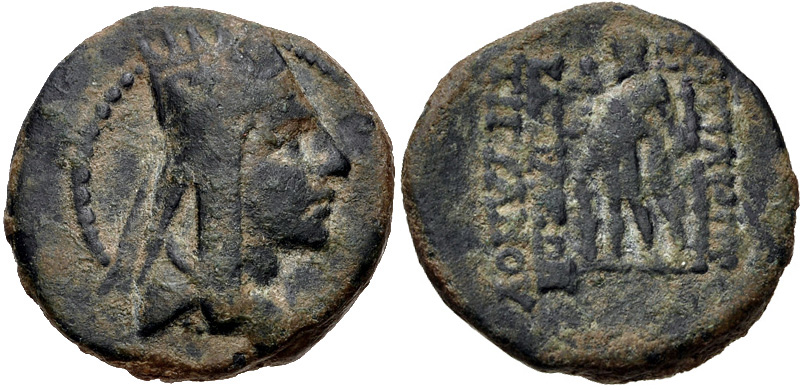
Calco de com Héracles (possivelmente Vaagênio) no reverso

Tomás Arzerúnio alegou que Artaxias I (r. 189–160 a.C.) construiu um templo dedicado a Héracles (Vaagênio) e Dioniso (Mir) em Albace Menor, um dos distritos da Vaspuracânia. James R. Russell assumiu que um dos possíveis centro de culto a Vaagênio estava localizado no monte Sabalã, hoje situado no Azerbaijão iraniano, no qual, segundo fontes medievais islâmicas e não islâmicas, existia um templo dedicado a Esfendadates (Isfandiar/Espandiar), um herói dos mitos iranianos. Numa das entradas de seus Anais, Tácito comenta que o xainxá arsácida Gotarzes II (r. 40–51) foi ao monte Sambalo para oferecer sacrifícios aos vários deuses cultuados ali, dentre eles Hércules (Héracles), que alertava os sacerdotes em sonhos para lhe prepararem cavalos à caça e deixá-los prontos na entrada do templo. É possível que Sambalo seja a forma clássica de Sabalã e que essa menção indique a presença de um templo no qual Vaagênio (Varetragna) era cultuado numa região relativamente próxima da Armênia. Por conseguinte, a menção à caça pode aludir à caça real, na qual preferivelmente procurava-se por javalis (símbolo desse deus) e onagros.
O principal centro de culto de Vaagênio estava numa montanha chamada Carque, perto do assentamento de Astisata, em Taraunitis, onde um templo tripartido existia e nele eram cultuados Vaagênio, Astlique e Anaíte. O templo, descrito por Agatângelo como cheio de ouro e prata, era frequentemente chamado de Vaevaneano (Vahevanean ou Vahevahean), pois seus sacerdotes eram membros da casa nobre (nacarar) dos Vanúnios, que alegavam descendência de Vaagênio. Os Vanúnios, por possuírem fortes laços com o templo orôntida do Sol e da Lua em Armavir, e por sua origem comum com os Aravênios e Zareavânios, devem ser reconhecidos como um ramo cadete da dinastia orôntida que governou a Armênia. Segundo Moisés de Corene, Tigranes II (r. 95–55 a.C.) teria ordenado que fossem erigidas as estátuas de Afrodite (Astlique) e Héracles (Vaagênio) ali e confiscou à coroa o centro de Astisata dos Vanúnios, o que pode aludir que o rei tentou tomar para si esse sacerdócio ou que, na verdade, tenha sido deificado como Vaagênio.

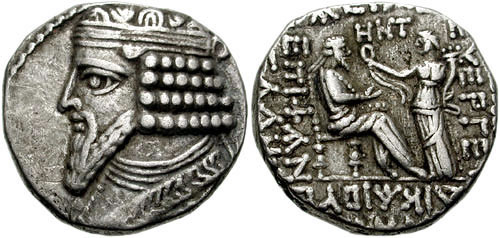
Tetradracma de

Moisés de Corene atribuiu o estabelecimento dos Vanúnios em Astisata ao mítico Valarsaces I (século III a.C.), suposto fundador da ramo arsácida no reino, que os incumbiu com a responsabilidade de serem sumo sacerdotes. Essa informação, somada a evidência subsequente, aponta à relevância do culto a Vaagênio para os arsácidas. De acordo com Agatângelo, após a conversão de Tiridates III ao cristianismo no início do século IV, o primeiro chefe da Igreja Armênia, Gregório, o Iluminador, foi a Astisata e destruiu o templo de Vaagênio. Uma igreja foi construída no local do templo destruído, que se tornou a primeira Sé da Igreja Armênia.

## Interpretações e mitologia comparada

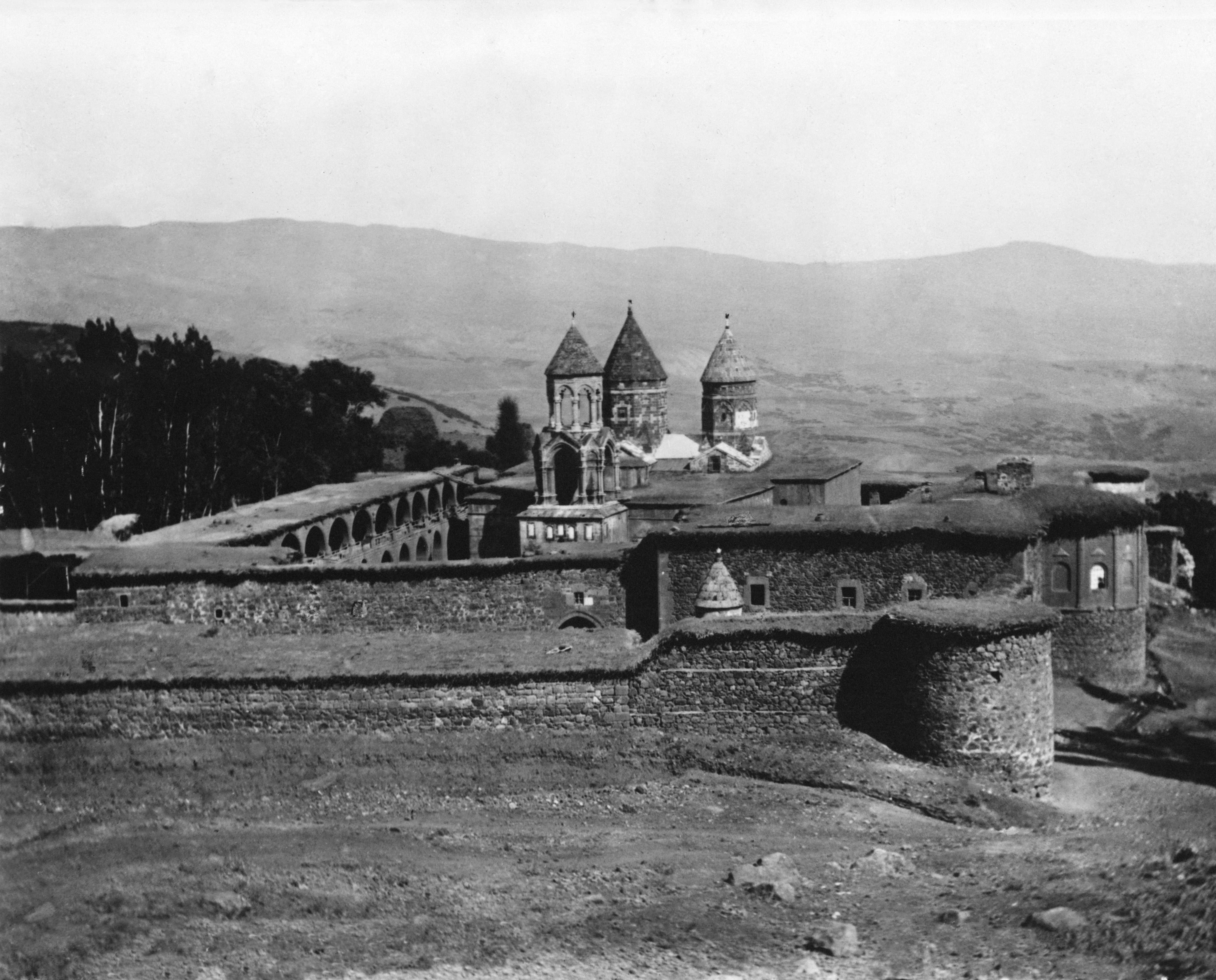
Mosteiro de São Precursor, fundado em honra a João Batista em Taraunitis, local do templo de Vaagênio, antes de sua destruição em 1915

Em Zode, no principado de Soducena, em Orquistena, cujas minas de ouro são exploradas desde o século XV a.C., foi descoberto um relevo de tufo no qual aparece uma figura masculina segurando uma grande serpente, que se mistura às dobras da roupagem de uma mulher. Essa figura feminina se assemelha a um baixo-relevo de Afrodite presente num fragmento de terracota de Artaxata, o que permite a possível identificação da figura em Soducena com Astlique/Afrodite. Supondo ser a explicação mais provável, John R. Russell propôs que a associação de Vaagênio como matador de dragões/serpentes derivou de antigos mitos das populações que habitavam o planalto Armênio do II milênio ao início do I a.C., mas que encontra paralelos nos relatos míticos de Veretragna, a inspiração iraniana de Vaagênio, e de Texube, com quem compartilhou fortes semelhanças. Georges Dumézil disse que Vaagênio parece mais próximo do védico Vertraã Indra do que do avéstico Veretragna, pois descarta o papel de Veretragna como matador de dragões, ao passo que Vertraã é conhecido por essa façanha. Vaagênio tem sido frequentemente considerado a contraparte de Indra, mas Armen Petrosyan vê as semelhanças entre os dois como sendo semelhanças indo-europeias subjacentes, em vez do resultado de empréstimos diretos, já que nesse caso a diferença com Veretragna seria inexplicável.
O filólogo Vyacheslav Ivanov considerou a Canção de Vaagênio registrada por Moisés como "um dos exemplos marcantes da poesia indo-europeia". Ivanov diz que o mito de Vaagênio contém várias camadas, incluindo o mito iraniano posterior de Veretragna e uma camada indo-europeia anterior de um deus perseguindo o inimigo. Armen Petrosyan diz que Vaagênio é um deus armênio pré-iraniano que assumiu um nome iraniano, em vez de um empréstimo completo. Petrosyan também traçou paralelos entre Vaagênio e a divindade védica do fogo Agni, com base em semelhanças nos relatos de seu nascimento, e com o demônio sumério Assague. Outro possível deus que pode ter originado alguns dos elementos de Vaagênio, conforme proposto por Petrosyan, foi o deus solar Xivini. V. N. Toporov assumiu que Vaagênio pode ter descendido de Teritituni, um dos deuses do panteão de Haiassa, cujo início do nome pode estar associado ao indo-europeu *trei-, "três", que é um aspecto relevante de Vaagênio como membro da tríada de deuses principais do panteão armênio com Aramasde e Anaíte.
Em decorrência do interpretatio graeca ocorrido no Período Helenístico, Vaagênio foi reinterpretado como Héracles nas fontes clássicas, enquanto sua esposa foi reconhecida como Afrodite. Na tradução armênia da Bíblia do século V, Vaagênio é usado para traduzir Héracles em 2 Macabeus 4:19, enquanto Moisés afirma que a canção de Vaagênio fala de feitos heroicos que lembram Héracles. Mais raramente, foi identificado com o deus sol Apolo e Ares. João Batista foi chamado "herdeiro cristão do caráter de Vaagênio", pois uma igreja dedicada a ele foi construída perto do templo demolido de Vaagênio. Na História de Zenóbio de Glaque e naquela de seu continuador João Mamicônio, alega-se que Gisane (associada ao armênio ges, "cabelo comprido") e Demetre eram cultuados no local onde o mosteiro de João Batista foi fundado. Russell interpretou que ambas as figuras provavelmente referem-se, respectivamente, a Vaagênio, cujas lendas aludem a seus cabelos, e Deméter (geralmente assumida como Sandaramete, mas aqui melhor associada com Astlique). Por conseguinte, nesse relatos medievais, as características de Gisane são incorporados por João Batista. Petrosyan também sugeriu que Vaagênio possa ter sobrevivido na épica histórica sob a forma do herói Aramo, pai de Ara, o Belo, que é tido como um grande guerreiro.